# 올림픽 경기 (경제)
올림픽 경기(일본어: オリンピック景気)는 1963년부터 1964년까지 일본 사회 전반에 걸쳐 일어난 경기 순환 현상이다.

## 경위
1964년 도쿄 하계 올림픽을 개최한 일본에서는 교통의 정비와 스포츠 시설이 필요했다. 도카이도 신칸센과 수도고속도로 등의 교통 시설과 국립 경기장, 일본 무도관 등의 스포츠 시설이 정비되면서 건설의 수요가 높아졌다. 또한 일본의 몇몇 국민들은 올림픽을 보기 위해 텔레비전을 사고, 올림픽을 직접 보러 가기도 하여 경기가 호황되었다.

## 후퇴
올림픽이 끝난 직후, 건설 수요와 TV 등의 수요도 침체되었고, 불경기 즉, 증권 불황이 도래하게 된다.